# Aéroport d'Ekati
L'aéroport d’Ekati est un aéroport situé dans les Territoires du Nord-Ouest, au Canada. Il dessert la mine de diamants d'Ekati.